# Ratchet & Clank (film)
Ratchet & Clank is een Amerikaans-Canadese 3D-animatiefilm 2016 onder regie van Kevin Munroe, gebaseerd op het eerste spel uit de computerspelserie Ratchet & Clank.

## Stemverdeling
| Personage        | Engelse stem        | Nederlandse stem  | Vlaamse stem     |
| ---------------- | ------------------- | ----------------- | ---------------- |
| Ratchet          | James Arnold Taylor | Jurjen van Loon   | Jonathan Demoor  |
| Clank            | David Kaye          | Ad Knippels       | Dieter Troubleyn |
| Chairman Drek    | Paul Giamatti       | Frans van Deursen |                  |
| Grimroth Razz    | John Goodman        |                   |                  |
| Cora Veralux     | Bella Thorne        | Marieke van Hooff |                  |
| Elaris           | Rosario Dawson      | Anneke van Hooff  |                  |
| Victor von Ion   | Sylvester Stallone  | Finn Poncin       |                  |
| Captain Qwark    | Jim Ward            | Simon Zwiers      |                  |
| Doctor Nefarious | Armin Shimerman     | Filip Bolluyt     |                  |
| Brax Lectrus     | Vincent Tong        | Frans Limburg     |                  |